# 沙州路
沙州路，元朝时设置的路。
唐朝贞观七年（633年）改西沙州为沙州，西夏废除。元朝至元十四年（1277年）恢复沙州，十七年（1280年）改为沙州路。属甘肃行中书省，治所在今甘肃省敦煌市。辖境相当今甘肃省安西县以西、敦煌市、肃北、阿克塞等地。明朝洪武初年废，永乐年间置沙州卫。正统年间废除。